# 叶兰区
叶兰区（俄语：Еланский район）是俄罗斯联邦伏尔加格勒州下辖的一个区，其行政中心为叶兰。据2016年统计，该区的人口为30581人。